# Aage Wulff
Aage Leo Wulff (15. april 1918 i København – 9. september 2003) var en dansk heraldiker og kongelig våbenmaler.
Aage Wulff blev uddannet på Københavns Malerskole. I årene 1944-1985 var han ansat på Tøjhusmuseet som konservator. Samtidig virkede han som heraldiker, og fra 1940 udførte han kommunevåbener, exlibris og våben for privatpersoner. Fra 1956 efterfulgte han Friedrich Britze som fast leverandør af våben til Danmarks Adels Aarbog.
I 1968 efterfulgte han Franz Šedivý som kongelig våbenmaler ved Ordenskapitlet og havde denne stilling indtil 1994. Han har således tegnet våbnene for Elefantriddere og Storkorsriddere af Dannebrog i den nævnte periode. Dertil kommer en nytegning af statsvåbenet og våbenmærker til Hæren mm.